# Bonito de Santa Fé
Bonito de Santa Fé é um município do estado brasileiro da Paraíba, da Região Geográfica Imediata de Cajazeiras. De acordo com o IBGE, no ano de 2016 sua população era estimada em 11 814 habitantes. Área territorial de 228 km².

## História
O município era primitivamente habitado pelos índios cariris e Tarairus. As terras, pertencentes à família Arruda Câmara, foram vendidas a Manoel José e Francisco Soares, que deram início à colonização do local através da atividade agrícola.
No século XIX a região era alvo de cangaceiros, combatidos sobretudo pela família Timóteo de Sousa, e principalmente o chamado capitão Timóteo, o homem que desafiou Lampião. Pacificada a região, foi construída a capela de Santo Antônio, que deu origem ao povoado de Santa Fé. Em 1889, surgiu a primeira feira livre.
O povoado pertencia ao município de São José de Piranhas. A emancipação política do município, então denominado de Bonito ocorreu pela lei estadual nº 1164, de 15 de novembro de 1938, desmembrado de Jatobá e constituído de dois distritos: Bonito e Monte Herebe. Pelo decreto-lei estadual nº 520, de 31 de dezembro de 1943, o município de Bonito, passou a denominar-se Bonito de Santa Fé. A lei estadual nº 2608, de 5 de dezembro de 1961, desmembrou o distrito de Monte Horebe do município de Bonito de Santa Fé, elevando-o à categoria de município.

## Geografia
O município está incluído na área geográfica de abrangência do semiárido brasileiro, definida pelo Ministério da Integração Nacional em 2005. Esta delimitação tem como critérios o índice pluviométrico, o índice de aridez e o risco de seca.
O município situa-se na unidade geoambiental da Depressão Sertaneja. A vegetação é do tipo caatinga xerofítica.
Bonito de Santa Fé situa-se nos domínios da bacia hidrográfica do Rio Piranhas, na região do Alto Piranhas e os principais tributários são os riachos Solidão, dos Pereiras, da Cachoeira, das Areias e do Arame, além do córrego Mulungu, todos de regime intermitente. Conta ainda com o açude Bartolomeu I, com capacidade de 17 57 560 m3.
| Dados climatológicos para Bonito de Santa Fé | Dados climatológicos para Bonito de Santa Fé | Dados climatológicos para Bonito de Santa Fé | Dados climatológicos para Bonito de Santa Fé | Dados climatológicos para Bonito de Santa Fé | Dados climatológicos para Bonito de Santa Fé | Dados climatológicos para Bonito de Santa Fé | Dados climatológicos para Bonito de Santa Fé | Dados climatológicos para Bonito de Santa Fé | Dados climatológicos para Bonito de Santa Fé | Dados climatológicos para Bonito de Santa Fé | Dados climatológicos para Bonito de Santa Fé | Dados climatológicos para Bonito de Santa Fé | Dados climatológicos para Bonito de Santa Fé |
| Mês                                          | Jan                                          | Fev                                          | Mar                                          | Abr                                          | Mai                                          | Jun                                          | Jul                                          | Ago                                          | Set                                          | Out                                          | Nov                                          | Dez                                          | Ano                                          |
| -------------------------------------------- | -------------------------------------------- | -------------------------------------------- | -------------------------------------------- | -------------------------------------------- | -------------------------------------------- | -------------------------------------------- | -------------------------------------------- | -------------------------------------------- | -------------------------------------------- | -------------------------------------------- | -------------------------------------------- | -------------------------------------------- | -------------------------------------------- |
| Chuva (mm)                                   | 122,3                                        | 159,4                                        | 211,2                                        | 145,1                                        | 71,5                                         | 31,1                                         | 15,8                                         | 4,8                                          | 6,4                                          | 16                                           | 24,9                                         | 51                                           | 859,7                                        |
| Fonte: Atlas Pluviométrico da Paraíba        |                                              |                                              |                                              |                                              |                                              |                                              |                                              |                                              |                                              |                                              |                                              |                                              |                                              |

## Filhos ilustres
- João Cavalcanti de Arruda, advogado, empresário e político brasileiro, foi senador pelo Estado da Paraíba.
- José Gomes de Sousa, o palhaço Trepinha (Bonito de Santa Fé, 1927 - Fortaleza, 2012).
- Luiz Ramalho, compositor de “Roendo unha”, “Daquele jeito” e “Retrato de um forró” gravadas por Luiz Gonzaga; além de “Veio d’água”, gravada por Elba Ramalho e do samba “Amor em Jacumã”, gravada nos Estados Unidos por Dom Um Romão.